# Alex Zülle
Alex Zülle (* 5. července 1968 Wil) je bývalý švýcarský cyklista. Jeho největším úspěchem je dvojnásobné celkové vítězství na Vueltě, v letech 1996 a 1997. V roce 1993 byl druhý. Jeho nejlepším výsledkem na Tour de France byla dvě druhá místa, v ročníku 1995 a 1999. Krom toho vyhrál v roce 2002 Tour de Suisse. Dvakrát též baskickou tour (Itzulia Basque Country), v letech 1995 a 1997. V roce 1993 vyhrál závod Paříž–Nice, v roce 1996 závod Kolem Katalánska. Má též zlato z mistrovství světa, z časovky jednotlivců, z roku 1996. V roce 1998 musel opustit Tour de France kvůli dopingovému skandálu se zneužíváním krevního dopingu EPO. Trpěl krátkozrakostí.